# Michele Pazienza
Pour les articles homonymes, voir Pazienza.
Michele Pazienza est un footballeur italien né le 5 août 1982 à San Severo. Il jouait au poste de milieu défensif avant de devenir entraîneur.

## Carrière
Il a joué en tant que milieu défensif au SSC Naples, dans le championnat d'Italie, de 2008 à 2011 après un passage à la Fiorentina sous forme de prêt. En 2012, il rejoint la Juventus qui le prête la deuxième partie de la saison à Udinese. 
Fin août 2012, il signe en faveur de Bologne.
Le 5 février 2025, Pazienza a été annoncé comme le nouvel entraîneur des candidats à la promotion en Serie C, Benevento. Il a été limogé le 11 mars 2025, après n'avoir dirigé le club que pendant cinq matchs.